# Délegyháza
Délegyháza is een plaats (község) en gemeente in het Hongaarse comitaat Pest. Délegyháza telt 2532 inwoners (2001).